# Jambeyan (Karanganom)
Jambeyan is een bestuurslaag in het regentschap Klaten van de provincie Midden-Java, Indonesië. Jambeyan telt 1543 inwoners (volkstelling 2010).